# Riffs
Heavy Traffic — двадцять шостий студійний альбом британського рок-гурту Status Quo, який був випущений 23 грудня 2003 року.

## Список композицій
1. Caroline - 4:54
2. I Fought The Law - 3:04
3. Born To Be Wild - 4:31
4. Takin' Care of Business - 5:07
5. Wild One - 3:47
6. On The Road Again - 5:22
7. Tobacco Road - 2:39
8. Centerfold - 3:48
9. All Day And All Of The Night - 2:28
10. Don't Bring Me Down - 3:57
11. Junior's Wailing - 3:28
12. Pump It Up - 3:30
13. Down the Dustpipe - 2:21
14. Whatever You Want - 4:32
15. Rockin' All Over The World - 3:56

## Учасники запису
- Френсіс Россі - вокал, гітара
- Рік Парфітт - вокал, гітара
- Джон Едвардс - бас-гітара
- Метт Летлі - ударні
- Енді Боун - клавішні